# Torsåkers socken, Ångermanland

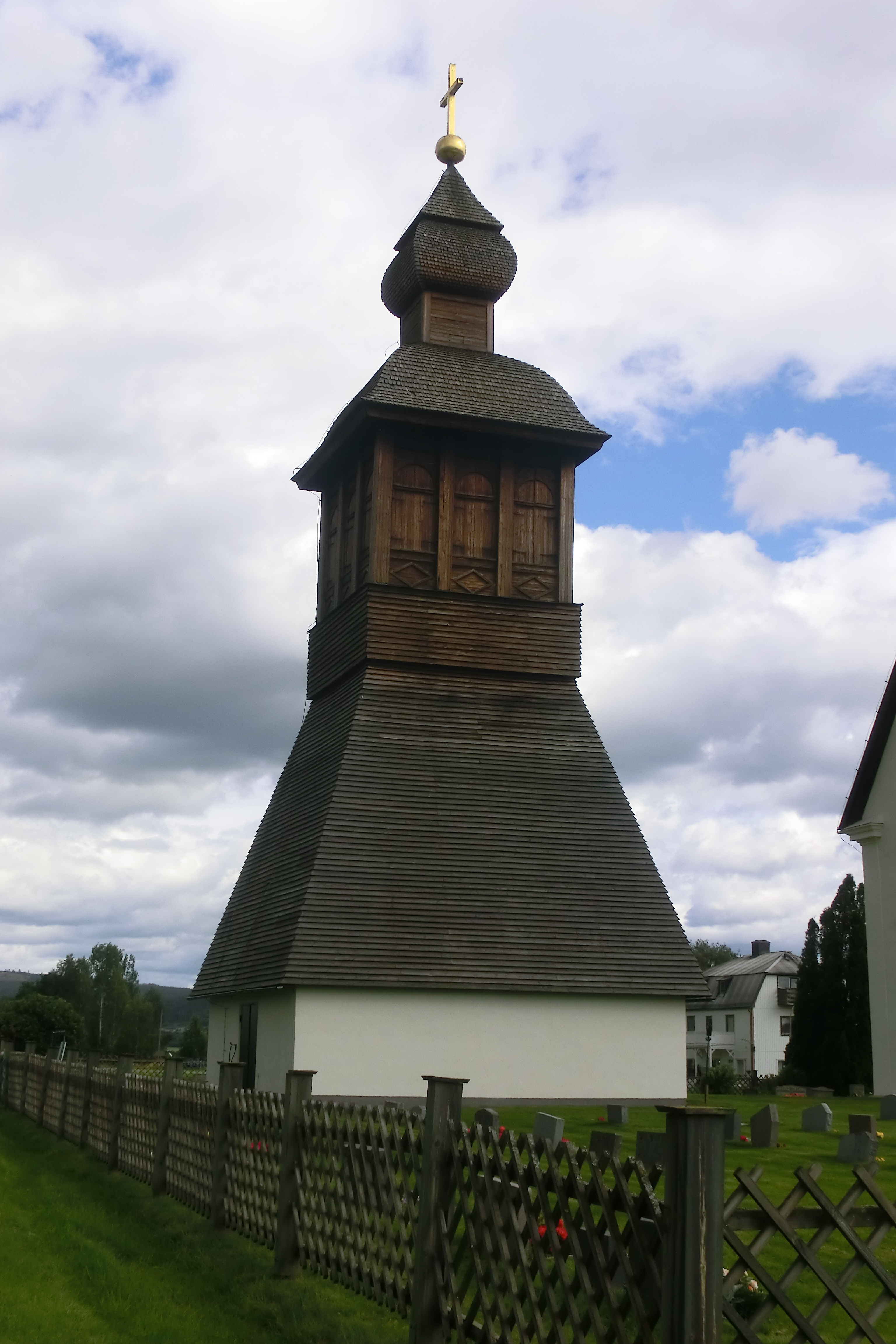
Klockstapeln

Torsåkers socken i Ångermanland ingår sedan 1974 i Kramfors kommun och motsvarar från 2016 Torsåkers distrikt.
Socknens areal är 95,20 kvadratkilometer, varav 91,10 land. År 2000 fanns här 2 813 invånare. Orten Prästmon och kyrkbyn Torsåker med sockenkyrkan Torsåkers kyrka och ligger i socknen. Här ägde Häxprocesserna i Torsåker rum 1674-75.

## Administrativ historik
Torsåkers socken har medeltida ursprung.
Vid kommunreformen 1862 övergick socknens ansvar för de kyrkliga frågorna till Torsåkers församling och för de borgerliga frågorna bildades Torsåkers landskommun. Landskommunen inkorporerades 1952 i Ytterlännäs landskommun som 1974 uppgick i Kramfors kommun.
1 januari 2016 inrättades distriktet Torsåker, med samma omfattning som församlingen hade 1999/2000.  
Socknen har tillhört fögderier, tingslag och domsagor enligt vad som beskrivs i artikeln Ångermanland.  De indelta båtsmännen tillhörde Andra Norrlands förstadels båtsmanskompani.

## Geografi
Torsåkers socken ligger väster om Ångermanälven och norr om Nyland med en exklav västerut avskild av Dals socken. Socknen har odlingsbygd vid älven och är i övrigt en kuperad skogsbygd med höjder som i exklaven västerut når över 400 meter över havet.
Kramfors flygplats ligger på Gistgårdsön, som är en ö i Ångermanälven inom socknen och strax norr om Torsåkers kyrka ligger Hola folkhögskola.

### Geografisk avgränsning
Torsåkers sockens östligaste punkt ligger på Logrundet ute i Ångermanälven, cirka 1,5 km uppströms länsväg 333-bron mellan Nyland och Sandslån. Den östra sockengränsen går Logrundet norrut mitt i älven och avgränsar Torsåker mot Styrnäs socken på älvens östra sida. I älven i höjd med Kärvstaberget ligger "tresockenmötet" Torsåker-Styrnäs-Boteå, varifrån Torsåker gränsar mot Boteå socken i Sollefteå kommun på en sträcka av cirka 3 km uppströms älven till Svarttoberget strax norr om byn Fanom. Byar längs Ångermanälven från Fanom längst i norr och söderut (nedströms) är: Hamra (med bygdegård), Kärvsta, Björned, Hjärtnäs, Prästmon, Västeraspby, Österaspby, Viksbäcken (vid flygplatsen) samt Västhammar nedanför Västhammarsberget längst i söder vid gränsen mot Ytterlännäs socken.
I norr gränsar socknen från Svarttoberget i nordost i riktning västerut på en sträcka av drygt 5 km mot Boteå socken. Gränsen berör Simsjöns södra ände. Strax öster om Lökomsberget ligger "tresockenmötet" Torsåker-Boteå-Dal. Härifrån och cirka 13 km mot sydost till Västhammarsberget gränsar socknen mot Dals socken samt mot Ytterlännäs socken. Strax öster om Häxberget ligger "tresockenmötet" Torsåker-Dal-Ytterlännäs.

#### Exklav i väster
I den nordvästra delen av Kramfors kommun, på finnmarken väster om Tunsjön ligger en friliggande exklav av Torsåkers socken. Exklaven om cirka 30 km² ligger omkring 20 km väster om socknens huvudområde. Här ligger Prostbodarna, Djupbäcken samt Holabodarna. Här ligger även några sjöar och tjärnar; Dragtjärnen, Gäddsjön, Valvattnet, Stenbittjärnen och Stefanstjärnen samt Lill-Grössjön längst i väster. Exklavens västligaste punkt ligger i Mossmyran, cirka 3 km nordost om Björknäset vid Graningesjön.
Här i väster gränsar exklaven mot Graninge socken. I söder gränsar den mot Ytterlännäs socken. I norr gränsar exklaven västerifrån i tur och ordning mot Sollefteå och Multrå sockenar. "Tresockenmötet" Torsåker (exklav)-Sollefteå-Multrå ligger på Stormyrkullen (ca 315 m ö.h.).

## Fornlämningar
Man har anträffat och bevarat omkring 35 fornlämningar. De flesta lämningar är gravhögar från järnåldern. En större mängd högar har dessutom tagits bort genom tiderna. I socknen finns Sveriges nordligaste funna fornborg, Rogstaklippen. Invid Ångermanälven vid Prästmon ligger dessutom lämningarna efter Styresholms borg från medeltiden, vilken ingick i landets försvarssystem och var en fogdeborg.
Undersökningar av den så kallade Skelettåkern i Björned, visar att det varit en begravningsplats sedan folkvandringstid, där man övergick till kristet gravskick senast i början av 1000-talet. DNA visar att flera av personerna sannolikt var släkt, tillhörande den germanska folkgruppen, medan en hade samiska anfäder. Dock visar isotopanalys att de kom från olika delar av landet. Begravningsplatsen tolkas som en tidig gårds- eller bykyrkogård, sannolikt tillhörande en gårdskyrka uppförd på privat initiativ, nära en handelsväg med många förbindelser med södra Östersjöområdet. Gårdskyrkogården övergavs i slutet av 1200-talet, efter att en gemensam sockenkyrka hade byggts i Torsåker.

## Namnet
Namnet (1344 Thorsakir) innehåller förleden gudanamnet Tor och efterleden åker och har ursprungligen avsett en helig åker, nära kyrkan.

## Befolkningsutveckling
| Befolkningsutvecklingen i Torsåkers socken, Ångermanland 1780–1990                                       | Befolkningsutvecklingen i Torsåkers socken, Ångermanland 1780–1990 | Befolkningsutvecklingen i Torsåkers socken, Ångermanland 1780–1990 | Befolkningsutvecklingen i Torsåkers socken, Ångermanland 1780–1990 | Befolkningsutvecklingen i Torsåkers socken, Ångermanland 1780–1990 |
| --- | ------------------------------------------------------------------ | ------------------------------------------------------------------ | ------------------------------------------------------------------ | ------------------------------------------------------------------ |
| |                                                                    |                                                                    |                                                                    |                                                                    |
| År |                                                                    |                                                                    | Folkmängd                                                          |                                                                    |
| 1780 | 1780                                                               |                                                                    | 613                                                                |                                                                    |
| 1790 | 1790                                                               |                                                                    | 529                                                                |                                                                    |
| 1800 | 1800                                                               |                                                                    | 600                                                                |                                                                    |
| 1810 | 1810                                                               |                                                                    | 592                                                                |                                                                    |
| 1820 | 1820                                                               |                                                                    | 630                                                                |                                                                    |
| 1830 | 1830                                                               |                                                                    | 665                                                                |                                                                    |
| 1840 | 1840                                                               |                                                                    | 721                                                                |                                                                    |
| 1850 | 1850                                                               |                                                                    | 785                                                                |                                                                    |
| 1860 | 1860                                                               |                                                                    | 847                                                                |                                                                    |
| 1870 | 1870                                                               |                                                                    | 907                                                                |                                                                    |
| 1880 | 1880                                                               |                                                                    | 946                                                                |                                                                    |
| 1890 | 1890                                                               |                                                                    | 1 147                                                              |                                                                    |
| 1900 | 1900                                                               |                                                                    | 1 330                                                              |                                                                    |
| 1910 | 1910                                                               |                                                                    | 1 335                                                              |                                                                    |
| 1920 | 1920                                                               |                                                                    | 1 314                                                              |                                                                    |
| 1930 | 1930                                                               |                                                                    | 1 258                                                              |                                                                    |
| 1940 | 1940                                                               |                                                                    | 1 180                                                              |                                                                    |
| 1950 | 1950                                                               |                                                                    | 1 067                                                              |                                                                    |
| 1960 | 1960                                                               |                                                                    | 896                                                                |                                                                    |
| 1970 | 1970                                                               |                                                                    | 570                                                                |                                                                    |
| 1980 | 1980                                                               |                                                                    | 476                                                                |                                                                    |
| 1990 | 1990                                                               |                                                                    | 456                                                                |                                                                    |
| Anm: Källor: Umeå universitet - Tabellverket 1749-1859, Demografiska databasen, CEDAR, Umeå universitet. |                                                                    |                                                                    |                                                                    |                                                                    |